# Rothschild-kuszkusz
A Rotschild-kuszkusz (Phalanger rothschildi) az emlősök (Mammalia) osztályának a Diprotodontia rendjébe, ezen belül a kuszkuszfélék (Phalangeridae) családjába tartozó faj.

## Elterjedése
A Rotschild-kuszkusz az Obi-szigeteken található meg, amik Indonéziához tartoznak.